# On Tour (dvd)
On Tour est le deuxième DVD de Yann Tiersen. Il a été enregistré lors de sa tournée mondiale de 2006.

## Liste des pistes
1. La Valse d'Amélie
2. A Secret Place
3. La Crise
4. Monochrome
5. Bagatelle
6. Le Quartier
7. Les Bras de mer
8. 1er réveil par temps de Guerre - Sur le fil
9. La Terrasse
10. La Rade (avec Katel)
11. La Perceuse
12. Kala (avec Elizabeth Fraser)
13. La Boulange
14. Western
15. Le Banquet
16. State of Shock (avec Marc Sens)
17. À ceux qui sont malades par mer calme (avec DD La Fleur)
18. Le Train
19. Esther